# Bundesstraße 433
Die Bundesstraße 433 (Abkürzung: B 433) ist eine Bundesstraße in Hamburg.

## Verlauf

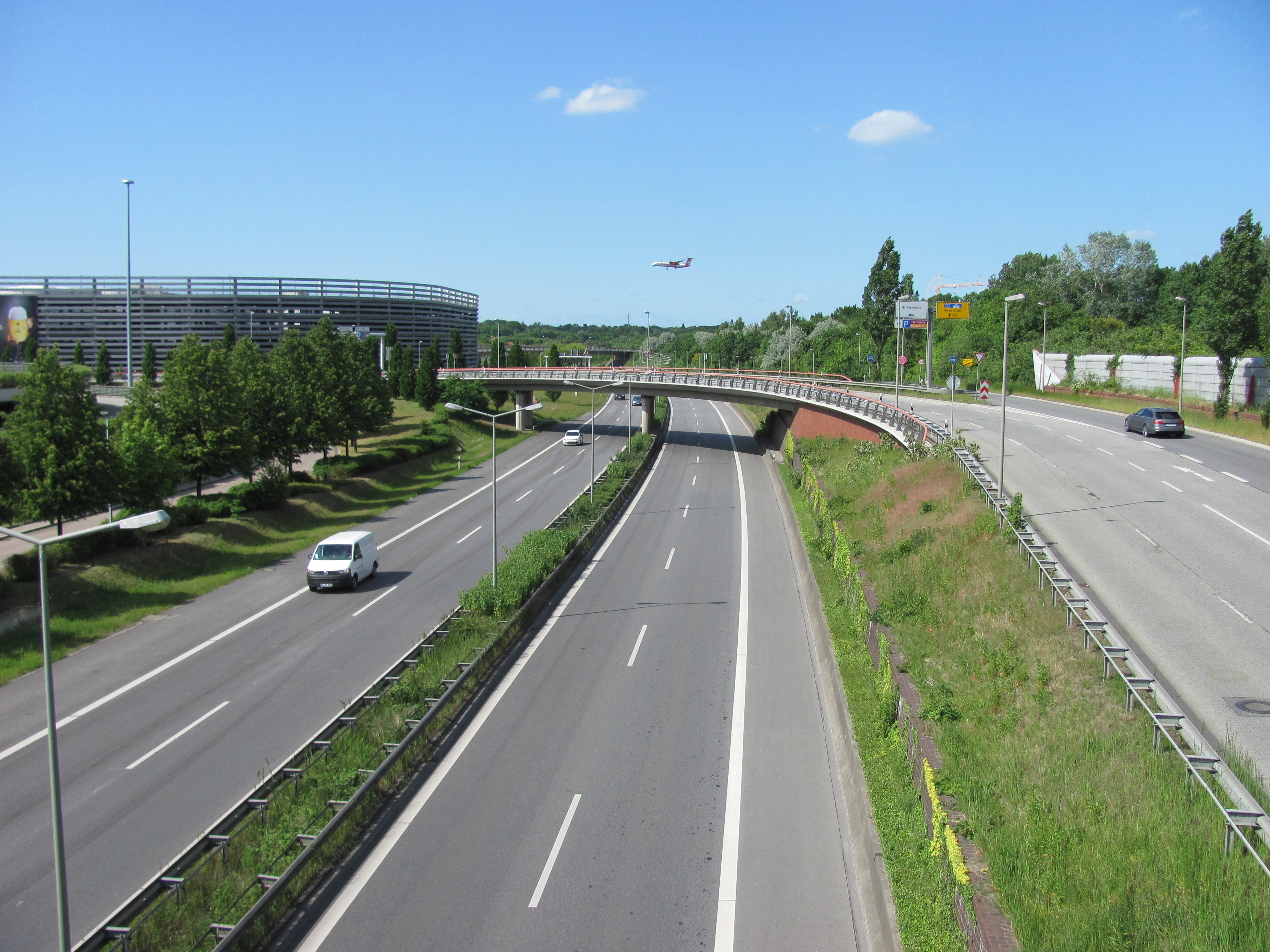
Die B 433 am Hamburger Flughafen

Die Straße beginnt in Hamburg-Eppendorf an der Kreuzung zur B 5 und führt über die Tarpenbekstraße, Rosenbrook, Alsterkrugchaussee (Hamburg-Groß Borstel), Flughafen-Umgehung (Hamburg-Fuhlsbüttel), den Krohnstiegtunnel und den Swebenweg (Hamburg-Niendorf) zur B 432 und zur AS Hamburg-Schnelsen-Nord der A 7.
Zwischen ihrem Beginn in Eppendorf und der Straße Deelböge ist die B 433 Teil des Hamburger Ring 2 im Uhrzeigersinn, ab dem Krohnstiegtunnel bis zur AS Schnelsen-Nord ist sie Teil des Ring 3 gegen den Uhrzeigersinn.

## Geschichte
Bis zum 16. Mai 2000 führte die B 433 in Fuhlsbüttel weiter über die Alsterkrugchaussee, Langenhorner Chaussee (Hamburg-Langenhorn), Ochsenzoll, Ulzburger Straße (Norderstedt), Hamburger Straße (Henstedt-Ulzburg und Kaltenkirchen) nach Lentföhrden zur B 4. 